# Pseudochordodes meridionalis
Pseudochordodes meridionalis är en tagelmaskart som beskrevs av Carvalho och Renato Neves Feio 1950. Pseudochordodes meridionalis ingår i släktet Pseudochordodes och familjen Chordodidae. Inga underarter finns listade i Catalogue of Life.